# Netelia opacula
Netelia (Netelia) opacula – gatunek błonkówki z rodziny gąsienicznikowatych i podrodziny Tryphoninae.

## Taksonomia
Gatunek ten opisany został w 1888 roku przez Carla Gustafa Thomsona jako Paniscus opaculus.

## Opis
Głowa żółta z rejonem między przyoczkami czarniawobrązowym do czarnego. Czułki, potylica i odnóża rudożółte. Metasoma ciemniejsza. Przednie skrzydło długości 13,9–15,9 mm. Samiec o hypopygium umiarkowanej długości, umiarkowanie wypukłym i ściętym na brzegu wierzchołkowym. Wierzchołkowa część grzbietowej krawędzi paramer nieobrzeżona. Brace skośne, nieco zakrzywione i o bokach prawie równoległych; jego długość wynosi około połowy odległości od jego nasady do wierzchołka paramer. Poduszeczka (ang. pad) o nasadzie długiej, grzbietowej krawędzi wklęśniętej, a płacie grzbietowym wydłużonym, sięgającym poziomu digitusa.

## Rozprzestrzenienie
W Europie wykazany został z Austrii, Belgii, Czech, Finlandii, Francji, Hiszpanii, Holandii, Korsyki, Luksemburgu, Łotwy, Niemiec, Polski, Rumunii, Rosji, Szwecji, Szwajcarii, Ukrainy, Węgier, Wielkiej Brytanii i Włoch. Ponadto znany z Cypru, Afganistanu, Indii, Chin, Korei i Japonii.